# Žlutava
Žlutava (in tedesco Schlutawa) è un comune della Repubblica Ceca facente parte del distretto di Zlín, nella regione di Zlín.